# Міффлінбург (Пенсільванія)
Міффлінбург (англ. Mifflinburg) — місто (англ. borough) в США, в окрузі Юніон штату Пенсільванія. Населення — 3485 осіб (2020).

## Географія
Міффлінбург розташований за координатами 40°55′10″ пн. ш. 77°2′51″ зх. д. / 40.91944° пн. ш. 77.04750° зх. д. (40.919560, -77.047403).  За даними Бюро перепису населення США в 2010 році місто мало площу 4,67 км², з яких 4,67 км² — суходіл та 0,00 км² — водойми.

### Клімат
| Клімат : Міффлінбург         | Клімат : Міффлінбург | Клімат : Міффлінбург | Клімат : Міффлінбург | Клімат : Міффлінбург | Клімат : Міффлінбург | Клімат : Міффлінбург | Клімат : Міффлінбург | Клімат : Міффлінбург | Клімат : Міффлінбург | Клімат : Міффлінбург | Клімат : Міффлінбург | Клімат : Міффлінбург | Клімат : Міффлінбург |
| Показник                     | Січ.                 | Лют.                 | Бер.                 | Квіт.                | Трав.                | Черв.                | Лип.                 | Серп.                | Вер.                 | Жовт.                | Лист.                | Груд.                | Рік                  |
| Середній максимум, °C        | 2,8                  | 5,6                  | 11,1                 | 18,3                 | 24,4                 | 28,3                 | 30,6                 | 29,4                 | 25,0                 | 18,9                 | 11,1                 | 5,0                  | 17,6                 |
| Середній мінімум, °C         | −8,3                 | −6,7                 | −2,8                 | 2,8                  | 7,8                  | 12,8                 | 15,0                 | 14,4                 | 10,6                 | 3,9                  | −0,6                 | −5,6                 | 3,7                  |
| Норма опадів, мм             | 81                   | 74                   | 89                   | 90                   | 107                  | 121                  | 106                  | 96                   | 115                  | 86                   | 96                   | 80                   | 1139                 |
| ---------------------------- | -------------------- | -------------------- | -------------------- | -------------------- | -------------------- | -------------------- | -------------------- | -------------------- | -------------------- | -------------------- | -------------------- | -------------------- | -------------------- |
| Джерело: The Weather Channel |                      |                      |                      |                      |                      |                      |                      |                      |                      |                      |                      |                      |                      |

## Демографія
Згідно з переписом 2010 року, у селищі мешкало 3540 осіб у 1554 домогосподарствах у складі 1000 родин. Густота населення становила 758 осіб/км².  Було 1677 помешкань (359/км²).
Расовий склад населення:
| - 98,3 % — білих - 0,6 % — чорних або афроамериканців - 0,3 % — азіатів - 0,1 % — вихідців з тихоокеанських островів |

До двох чи більше рас належало 0,6 %. Частка іспаномовних становила 0,9 % від усіх жителів.
За віковим діапазоном населення розподілялося таким чином: 22,5 % — особи молодші 18 років, 58,4 % — особи у віці 18—64 років, 19,1 % — особи у віці 65 років та старші. Медіана віку мешканця становила 41,4 року. На 100 осіб жіночої статі у селищі припадало 92,2 чоловіків;  на 100 жінок у віці від 18 років та старших — 88,3 чоловіків також старших 18 років.
Середній дохід на одне домашнє господарство  становив 52 581 долар США (медіана — 44 050), а середній дохід на одну сім'ю — 66 117 доларів (медіана — 56 929). Медіана доходів становила 41 591 долар для чоловіків та 32 156 доларів для жінок. За межею бідності перебувало 12,9 % осіб, у тому числі 19,1 % дітей у віці до 18 років та 5,5 % осіб у віці 65 років та старших.
Цивільне працевлаштоване населення становило 1522 особи. Основні галузі зайнятості: освіта, охорона здоров'я та соціальна допомога — 32,1 %, виробництво — 13,7 %, роздрібна торгівля — 11,4 %.